# درهم

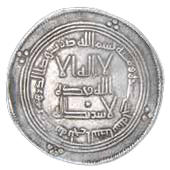
درهم نقره خلافت اموی، ضرب شده دربلخ در ۱۱۱ هجری قمری (= ۷۲۹/۳۰ میلادی).

دِرهَم یا دِرخَم یک یکای پول رایج در چند کشور عربی یا بربر، و یک یکای جرم پیشین (درم عثمانی) در امپراتوری عثمانی و ایران و تاجیکستان است. نام آن از یکای پول یونان، دراخما مشتق شده است.
درهم پول رسمی شاهنشاهی ساسانیان نیز بوده است.

## ریشه واژه درهم
واژه «درهم» به طور سنتی از واژه یونانی δραχμή (دراخمه) مشتق دانسته می‌شود که خود از δράσσομαι (نگه داشتن، در دست داشتن) گرفته شده است. این نظریه بر این پایه استوار است که دراخمه به معنای واحدی از پول نقره بوده که در یونان باستان استفاده می‌شده است. با این حال، دلایل متعددی نشان می‌دهد که این ریشه‌یابی ممکن است نادرست باشد:  
- ارتباط معنایی ضعیف: ریشه "در دست نگه داشتن" ارتباط مستقیمی با پول نقره ندارد. واژه‌های مرتبط مانند δράξ (مشت) و δράγμα (یک مشت غله) معنای متفاوتی دارند و ارتباطی با مفهوم پول ندارند. در متون کهن یونانی نیز اشاره شده که پول نقره در ابتدا در جیب یا لپ نگهداری می‌شد، نه در دست، چرا که در آن زمان هنوز لباس‌های دارای جیب رایج نبوده است.

- تاریخچه پول نقره: پول نقره به احتمال زیاد نخستین بار در دوران هخامنشیان ضرب شده است. نخستین سکه‌های نقره (مانند شکل ابتدایی درهم) در ایران باستان ضرب شدند و سپس به مناطق یونانی‌نشین آناتولی و شمال بالکان انتقال یافتند. این نشان می‌دهد که وام‌گیری واژگان باید از فرهنگ ایرانی به یونانی بوده باشد، نه برعکس.

- تفاوت شکل‌های نوشتاری: واژه دراخمه در متون یونانی باستان به شکل‌های متنوعی مانند δραχμή (دراخمه)، δραχμα (دراخما)، δραχνα (دراخنا) و δαρχ (دارخ) نوشته شده است. چنین تغییراتی معمولاً در وام‌واژه‌ها دیده می‌شود، نه در کلمات بومی.

- ریشه ایرانی: برخی پژوهشگران معتقدند ریشه اصلی این واژه از واژه پارسی باستان "𐎯𐎽𐎺" (دوروَه: سالم، محکم، قطعی) گرفته شده است. این واژه در متون کهن به عنوان نماد استحکام و اعتبار استفاده شده و احتمالاً به مرور به شکل "درهم" تحول یافته است.

این واژه در زبان‌های مختلف ایرانی و آسیای میانه به شکل‌های گوناگونی مانند "درم"، "دْرَهْم"، "ذْرَغمَه"، "دْرَکامَیْ" و دیگر شکل‌ها دیده می‌شود. این گستردگی نشان می‌دهد که "درهم" به احتمال زیاد یک واژه اصیل ایرانی است که بعدها به دیگر زبان‌ها وام داده شده است. 

## یکاهای پول
واحدهای پول عبارتند از:
- درهم مراکش
- درهم امارات متحده عربی
- ۱/۱۰۰۰ دینار لیبی
- ۱/۱۰۰ ریال قطر
- ۱/۱۰ دینار اردن

کشورهای قرمز در حال حاضر از درهم استفاده می‌کنند. کشورهای سبز از واحد پولی با زیرمجموعه‌ای به نام درهم استفاده می‌کنند.

- درهم، به شکل درام: ۱/۱۰۰ درام ارمنستان
- درهم، به شکل درم: ۱/۱۰۰ سامانی تاجیکستان

## یکای جرم

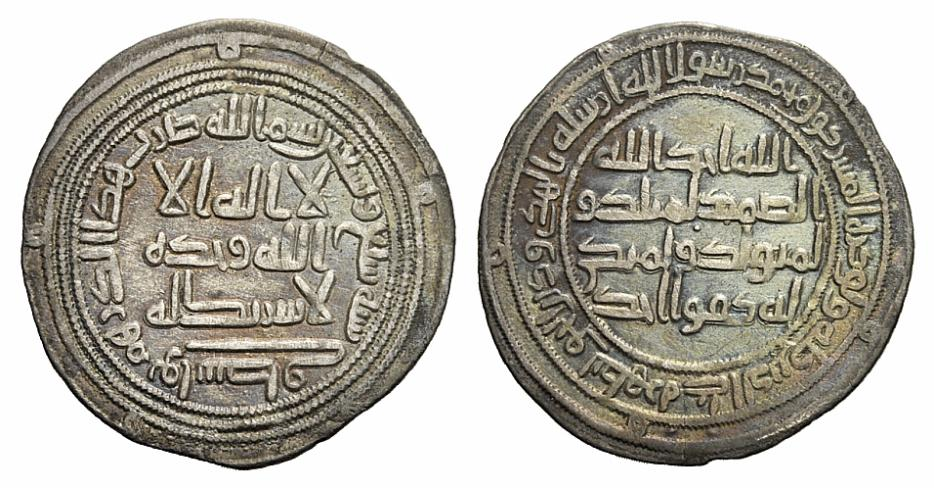
تصویری از سکه‌های درهم

شناخته شده برای رومی‌ها با عنوان دراخم، درهم یکای جرم مورد استفاده در سراسر شمال آفریقا، خاورمیانه، و ایران با مقدارهای متفاوت بود. هر درهم معادل ۰٫۷ مثقال شرعی است که برابر با ۲٫۴۱۹۲ گرم می‌شود. هر ۴۰ درهم معادل یک اوقیه می‌شود.
در اواخر دوره امپراتوری عثمانی، درهم (در ترکی عثمانی درهم) استاندارد ۳٫۲۰۷ گرم بود؛ و ۴۰۰ درهم برابر یک اوقه بود.
در مصر در سال ۱۸۹۵ میلادی، درهم معادل ۴۷٫۶۶۱ دانه تروی بود (۳٫۰۸۸ گرم).
در حال حاضر جنبشی در جهان اسلام برای احیای درهم به عنوان یک یکای جرم برای اندازه‌گیری نقره وجود دارد، اگرچه مقدار دقیق آن مورد مناقشه است (۳ گرم یا ۲٫۹۷۵ گرم)

## تاریخچه

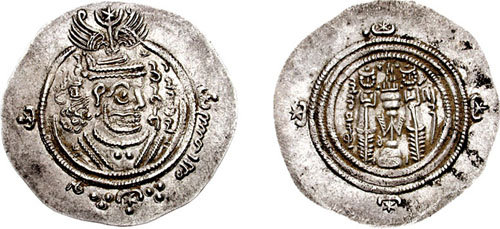
یکی از اولین سکه‌های نقره خلافت اموی که هنوز به دنبال موتیف‌های ساسانی است، ضرب شده به نام الحجاج بن یوسف

از لحاظ تاریخی، واژه «درهم» از نام یک سکه یونانی، دراخما (δραχμή) گرفته شده؛ امپراتوری یونانی‌زبان بیزانس لوانت را کنترل می‌کرد و با عربستان تجارت داشت، و این سکه را در دوران پیش از اسلام و پس از آن، در گردش قرار می‌داد. این واحد پول بود که در ابتدا به عربی راه یافت؛ و سپس نزدیک پایان سده هفتم این سکه یک واحد پول اسلامی شد که نام پادشاه و یک آیه مذهبی را روی خود داشت.
درهم در بسیاری از کشورهای مدیترانه، از جمله اندلس و امپراتوری بیزانس (میلیارسیون) ضرب می‌شد، و به عنوان پول رایج در اروپا بین سده‌های ۱۰م و ۱۲م میلادی، به ویژه در مناطق دارای رابطه با وایکینگ مانند وایکینگ یورک و دوبلین به کار می‌رفت.